# Вильянуэва, Армандо
Арма́ндо Вильянуэ́ва дель Ка́мпо (исп. Armando Villanueva del Campo; 25 ноября 1915, Лима — 14 апреля 2013, там же) — перуанский политик, премьер-министр Перу с 17 мая 1988 по 15 мая 1989 года.

## Биография
В 1934 году вступил в юношескую организацию апристов. В конце 30-х годов XX века он окончил Университет Сан-Маркос в Лиме. В возрасте 18 лет за свою оппозиционную был заключен в тюрьму Эль Фронтон, в заключении провел большую часть своей молодости. Был соратником и личным другом основателя и одного из наиболее известных лидеров апристов Виктора де ла Торре.
В 1940 году, наряду с другими политическими активистами апристов, был сослан в Чили. В 1940—1960 годах прошли для политика между нахождениями в перуанских тюрьмах и вынужденным пребыванием Вильянуэва в Чили и Аргентине. До объявления всеобщей амнистии 1961 году был вынужден скрываться у своего двоюродного брата в Сан-Исидро.
В 1963—1968 годах — депутат перуанского парламента от Лимы, в 1966—1967 годах — председатель Палаты депутатов с 1966 по 1967 год. Возглавлял оппозицию военной администрации Хуана Веласко.
В 1970-е годы являлся лидером АПРА и был выдвинут в 1980 г. кандидатом в президенты Перу. Победителем на выборах оказался Фернандо Белаунде. Следующие президентские выборы выиграл новый лидер апристов Алан Гарсиа Перес. Армандо Вильянуэва возглавлял с 26 июля 1986 по 26 июля 1987 год законодательный орган (парламент) Перу, a в 1988—1989 годах был премьер-министром Перу. В это время ситуация в стране была сложной и лавров он себе с президентом не сыскали.
В 1990—1992 годах — член сената Перу. Ушел из политики в 2005 году в возрасте 90 лет, чтобы посвятить оставшуюся жизнь своей семье и воспоминаниям.
До своей смерти оставался крупнейшем идеологом партии апристов, его высказывания имели огромный вес в перуанском обществе.
Скончался в столице Перу Лиме, на 98 году жизни 14 апреля 2013 года.. Похоронен там же.

## Факты
- Армандо Вильянуэва был одним из долгожителей среди глав государств и правительств мира в конце своей жизни.
- Вильянуэва не дожил двух недель до тогдашнего рекордсмена долгожителя среди премьер-министров Перу.